# Mistrzostwa Świata w Kolarstwie Przełajowym 1964
15. Mistrzostwa Świata w Kolarstwie Przełajowym 1964 odbyły się w belgijskiej miejscowości Overboelare, 16 lutego 1964 roku. Rozegrano tylko wyścig mężczyzn w kategorii zawodowców.

## Medaliści
| Konkurencja:               | Złoto:       | Czas    | Srebro:         | Czas     | Brąz:       | Czas     |
| Klasyfikacja mężczyzn      |              |         |                 |          |             |          |
| Zawodowcy (16 lutego 1964) | Renato Longo | 56:26 m | Roger De Clercq | + 1:48 m | Joseph Mahé | + 1:48 m |

## Szczegóły
| Medal | Zawodnik          | Narodowość | Czas    |
| ----- | ----------------- | ---------- | ------- |
|       | Renato Longo      | Włochy     | 56:26 m |
|       | Roger De Clercq   | Belgia     | + 1:48  |
|       | Joseph Mahé       | Francja    | + 1:48  |
| 4     | Michel Pelchat    | Francja    | + 1:50  |
| 5     | Albert Van Damme  | Belgia     | + 1:50  |
| 6     | Amerigo Severini  | Włochy     | + 2:10  |
| 7     | René De Rey       | Belgia     | + 2:19  |
| 8     | Pierre Bernet     | Francja    | + 2:23  |
| 9     | Jean Gérardin     | Francja    | + 2:28  |
| 10    | Emmanuel Plattner | Szwajcaria | + 2:52  |

## Tabela medalowa
| Miejsce | Państwo |   |   |   |   |
| ------- | ------- | - | - | - | - |
| 1.      | Włochy  | 1 | 0 | 0 | 1 |
| 2.      | Belgia  | 0 | 1 | 0 | 1 |
| 3.      | Francja | 0 | 0 | 1 | 1 |